# Tridensimilis
Tridensimilis is een geslacht van straalvinnige vissen uit de familie van de parasitaire meervallen (Trichomycteridae).

## Soorten
- Tridensimilis brevis (Eigenmann & Eigenmann, 1889)
- Tridensimilis venezuelae Schultz, 1944